# Grammonus opisthodon
Grammonus opisthodon är en fiskart som beskrevs av Smith, 1934. Grammonus opisthodon ingår i släktet Grammonus och familjen Bythitidae. Inga underarter finns listade i Catalogue of Life.